# Leire
Leire – wieś w Anglii, w hrabstwie Leicestershire, w dystrykcie Harborough. Leży 16 km na południowy zachód od miasta Leicester i 135 km na północny zachód od Londynu.